# Carmarthen Town FC
Carmarthen Town FC este un club de fotbal semi-profesionist, din Carmarthenshire, Țara Galilor.

## Management

### Stafful
Din august 2009.
| Post                    | Nume           | Naționalitate |
| ----------------------- | -------------- | ------------- |
| Jucător/Antrenor secund | Deryn Brace    | Țara Galilor  |
| Antrenor Principal      | Mark Aizlewood | Țara Galilor  |
| Psihoterapeut           | Gary Morris    | Țara Galilor  |
| Antrenor cu portarii    | Kevin Malloy   | Anglia        |
| Antrenor Asistent       | Steve Jones    | Țara Galilor  |

## Titluri
- A Doua Ligă Galeză

Campioni (1): 1995-96
- Cupa Galiei:

Campioni (1): 2006-07
Locul 2 (2): 1998-99, 2004-05